# 中島ゆたか
中島 ゆたか（なかじま ゆたか、1952年10月5日 - ）は、日本の俳優。本名は上野 ゆたか。旧姓は芸名と同じ。所属事務所は東映俳優センターを経て、株式会社サイプロダクション。身長168cm
茨城県水戸市出身。茨城キリスト教学園中学校・高等学校卒業。

## 来歴・人物
水戸の実家は寿司屋。1971年のミス・パシフィック日本代表に選ばれ、同年の世界大会で第2位入賞。
その後はファッションモデルをしていたが、1972年、『飛び出せ!青春』第18話「俺に出来ないこともある!」のカメオ出演で出演後、山口和彦に勧められ、1973年に東映へ入社する。ぴんからトリオのヒット曲を映画化した同年の『夜の歌謡シリーズ 女のみち』に準主役で映画デビューした。抜群のスタイルから東映から何度も脱がされかけたが断固拒否した。
1974年、千葉真一主演作品『激突! 殺人拳』、『地獄拳シリーズ』、『ルバング島の奇跡 陸軍中野学校』、『少林寺拳法』、『けんか空手 極真無頼拳』など、ヒロインとして出演する機会が増え、1975年の『トラック野郎 御意見無用』では初代マドンナに扮した。
1975年、"婦人科カメラマン"（原文ママ）篠山紀信に誘われ、セミヌードを撮る。また篠山の勧めで1975年4月、シングル「愛人」で歌手デビューした。
土曜ワイド劇場を皮切りに、2時間ドラマにクールな悪女役で常連出演した。
東映の大スターの多くが次々芸能事務所に移籍したため、1980年代には、東映俳優センター所属スターでは、男性のトップは渡瀬恒彦、女性では中島がトップの扱いであった。
1981年に結婚。1982年に長女を出産。
女優業のみならず、旅番組や講演などさまざまな活動を行っている。
特技は水泳。小唄の心得がある。

## 出演

### 映画
- 夜の歌謡シリーズ 女のみち（1973年） - 北山洋子
- 夜の歌謡シリーズ なみだ恋（1973年） - 寺川三枝子
- 激突! 殺人拳（1974年） - サライ・チュアユット
- 地獄拳シリーズ（1974年） - 恵美
  - 直撃! 地獄拳
  - 直撃地獄拳 大逆転
- ルバング島の奇跡 陸軍中野学校（1974年） - 小松原幸子
- 夜の演歌 しのび恋（1974年） - 早瀬えみか
- 従軍慰安婦（1974年） - 秋子
- 衝撃! 売春都市（1974年） - 島田冴子
- 少林寺拳法（1975年） - 坂本菊
- 日本暴力列島 京阪神殺しの軍団（1975年） - 有田順子
- トラック野郎・御意見無用（1975年） - 倉加野洋子
- けんか空手 極真無頼拳（1975年） - 野川寿美子
- 爆発! 暴走遊戯（1976年） - あけみ
- 横浜暗黒街 マシンガンの竜（1976年） - 白石めぐみ
- 暴走の季節（1976年） - 島津夢子
- 狭山裁判（1976年） - 中田登美恵
- 広島仁義 人質奪回作戦（1976年） - 神野涼子
- オレンジロード急行（1978年） - ダンプ
- 皇帝のいない八月（1978年） - ホステスの紀子
- 殺人遊戯（1978年） - 津山美沙子
- 茗荷村見聞記（1979年） - 江木の妻
- 蘇える金狼（1979年） - スカンジナビア航空のキャビンアテンダント
- 天使を誘惑（1979年） - 吉沢静世
- 影の軍団 服部半蔵（1979年） - お楽の方
- 薔薇の標的（1980年） - 石川杏子
- 純（1980年） - 教師風の女
- 悪霊島（1981年） - 松本克子
- 青春の門 自立篇（1982年） - 早瀬 理子
- 汚れた英雄（1982年） - 河井和子
- 卍（1983年） - 尾崎祥子
- 迷走地図（1983年） - 川村良江
- 唐獅子株式会社（1983年） - 朱美
- カリブ・愛のシンフォニー（1985年）
- バロー・ギャングBC（1985年） - サツキの母
- 極道の妻たちII（1987年） - 亀田富子
- ナンミン・ロード（1992年） - エミ
- 富江 re-birth（2001年） - 細田朋子
- スーパー戦闘 純烈ジャー（2021年） - 青のオフロディーテ[12][13]
- スーパー戦闘 純烈ジャー 追い焚き☆御免（2022年） - 青のオフロディーテ

### テレビ映画・ドラマ
- 飛び出せ!青春 第18話「俺に出来ないこともある!」（1972年、東宝 / NTV）[8] - 高山悦子（陸上部員）
- 編笠十兵衛（1974年、東映 / CX） - お冴
- 特別機動捜査隊 第665話「伯耆大山の詩」（1974年、東映 / NET） - 津川いづみ
- Gメン'75（東映 / TBS）
  - 第6話「コルト自動拳銃1911A1」（1975年） - じゅん子
  - 第30話「追跡と逃亡! 石狩挽歌」（1975年） - 竹下礼子
  - 第74話「人を殺した女の顔」（1976年） - 三上理恵
  - 第86話「パリ警視庁の五百円紙幣」 - 第88話「パリ−紺碧海岸縦断捜査」（1977年）−朝吹美佐緒
  - 第94話「ブリュッセル国際空港の女」（1977年）−久松えり子
  - 第121話「パトロール警官と女性連続殺人の謎」（1977年） - 江間香子
  - 第166話「女医の告白」（1978年） - 大友由美子
  - 第278話「エマニエル連続殺人事件」（1980年） - エマ島崎
- 非情のライセンス（東映 / NET→ANB）
  - 第2シリーズ（1975年 - 1976年） - 田代ユミ
  - 第3シリーズ 第12話「兇悪の骨・肌を売る捜査官」（1980年） - 麻鳥ますみ（麻薬Gメン）
- 燃える捜査網 第4話「お前はお前 俺は俺」（1975年、東映 / NET）
- 大非常線 第3話「必死の逃亡者」（1976年、東映 / NET)
- ベルサイユのトラック姐ちゃん（1976年、東映 / NET） - チャコ
  - 第3話「ベルトラ姐ちゃん大進撃!」
  - 第14話「女の裸は二度見たい」
- 夜明けの刑事 第90話「スッポン刑事の大勝負」（1976年、大映テレビ / TBS）
- 水曜劇場（TBS）
  - ムー （1977年） - しのぶ
  - ムー一族 （1978年 - 1979年） - しのぶ
- 太陽にほえろ!（東宝 / NTV）
  - 第253話「生きがい」（1977年） - 西本夫人
  - 第435話「スター」（1980年） - 市川京子
  - 第606話「マミーの挑戦」（1984年） - 宮城由美
  - 第642話「ハワイアン・コネクション」（1985年） - 鈴木真弓
- 同心部屋御用帳 江戸の旋風III 第17話「ほたるの歌」（1977年、東宝 / CX）
- 大都会 PARTII 第21話「非常線突破」（1977年、石原プロ / NTV） - リン・ランファン
- 森村誠一シリーズ / 腐蝕の構造（1977年、東映 / MBS） - 土器屋貞彦の恋人
- 土曜ワイド劇場 （ANB / EX）
  - 死の大滑降（1978年）
  - 大東京四谷怪談（1978年）
  - 0計画を阻止せよ -総理大臣誘拐- （1979年）
  - 復顔 整形美女の復讐 （1979年）
  - 昭和7年の姦通殺人鬼 血に染まった函館 （1980年）
  - 映画スター殺人事件 花嫁のさけび （1981年）
  - 江戸川乱歩の美女シリーズ 第15作「鏡地獄の美女」（1981年、松竹） - 紺野百合江
  - 幻の女 離婚殺人の罠 （1981年）
  - 悪魔を見た家族 運命を糸にあやつられる妻 （1981年）
  - 赤いドレスの女 ファッションデザイナー殺人事件 （1985年）
  - 松本清張の黒い樹海 （1986年）
  - 探偵・神津恭介の殺人推理 第4作「初夜に消えた花嫁」（1986年） - 伊馬笙子
  - 殺人ダイヤルを廻した女 （1986年）
  - 左ききの女の華麗な殺意 （1986年）
  - アスレチッククラブの華麗な女の斗い （1986年）
  - 西村京太郎トラベルミステリー 第13作「日本海殺人ルート」（1988年） - 小野木ユミ
  - 牟田刑事官事件ファイル 第8作「湯けむり伊豆半島 女たちの殺人スポーツツアー」 （1988年） - 是枝しおり
  - 西村京太郎トラベルミステリー 第15作「アルプス誘拐ルート」（1989年） - 小島トシコ
  - 森村誠一の背徳の詩集（1991年） - 江上康子
  - 大密室殺人事件 第1作「大密室殺人事件」（1991年） - 黒住絵理花
  - 家政婦は見た! 第13作「代議士跡目相続の醜い秘密」（1994年） - 志村節代
  - はみだし弁護士・巽志郎 第1作「競馬場ギャル殺人事件」（1996年） - 萱原理代子
  - まじめ警部補とかたやぶり刑事 第3作「スーパーエステの死美人」（2000年） - 歌川京子
  - モラルリスク調査員・10分間で死ぬ! （2005年）
- 大追跡（1978年、東宝 / NTV）
  - 第4話「首領を撃て」 - ケイコ
  - 第26話「サヨナラは銃弾で」 - カメオ出演
- 桃太郎侍 第89話「家出した放蕩おやじ」（1978年、東映 / NTV） - お梶
- 破れ新九郎 第8話「天保大地震」（1978年、中村プロ / ANB） - 清明
- 明日の刑事 第31話「自殺予告のディスクジョッキー」（1978年、大映テレビ / TBS）
- 特捜最前線 第75話「面影・密告してきた女」（1978年、東映 / ANB） - 早川恵子
- 柳生一族の陰謀 第18話「沈丁花は殺しの匂い」（1979年、東映 / KTV） - 稲富あや
- 赤穂浪士（1979年、東映 / ANB） - お仙
- 高木彬光シリーズ / 検事・霧島三郎 （1979年、三船プロ / MBS）
- 探偵物語（東映ビデオ / NTV）
  - 第2話「サーフ・シティ・ブルース」（1979年） - 内藤洋子
  - 第19話「影を捨てた男」（1980年） - 井上京子
  - 第27話「ダウンタウン・ブルース」（1980年） - 大森の秘書
- 木曜ゴールデンドラマ / 東京大地震マグニチュード8.1（1980年、YTV） - 水原令子
- 長七郎天下ご免! （ANB / 東映）
  - 第8話「無情!江戸に散る花」（1980年）- おしの
  - 第51話「影が狙った振り袖剣法」（1980年）- 小枝
- あいつと俺 第4話「赤い傘の犯行」（1980年、勝プロ / 12ch）
- 西部警察シリーズ（石原プロ / ANB）
  - 西部警察 第35話「ゲーム・イズ・オーバー」（1980年） - 後藤久美子
  - 西部警察 PART-III 第25話「長いお別れ」（1983年） - 田山夕子
- 特命刑事 第4話「危険海域」（1980年、東映 / NTV） - 木崎ミサ
- 江戸の朝焼け（1980年 - 1981年、東宝 / CX）
- 噂の刑事トミーとマツ 第1シリーズ 第47話「決まった! おそマツの大ギャング」（1980年、大映テレビ / TBS） - 水沼澄子
- 水戸黄門 (TBS / C.A.L)
  - 第11部 第24話「弥七に似てた三度笠 -館山-」（1981年1月26日） - お圭
  - 第19部 第15話「陰謀暴く天狗面 -新発田-」（1990年1月8日） - お葉の方
- 斬り捨て御免! 第2シリーズ 第1話、第2話「大奥秘録叛乱の地獄絵巻 前編、後編」（1981年、歌舞伎座テレビ / 12ch） - お加代の方
- 探偵同盟 第6話「木曜日マヤは寝坊した」（1981年、セントラル・アーツ / CX）
- ただいま放課後 第3シリーズ 第11話「SOS! 先生助けて…」（1981年、東宝 / CX）
- プロハンター 第17話「南に消えた男」（1981年、セントラル・アーツ / NTV）
- 大江戸捜査網（1981年、三船プロ / 12ch） - 隠密同心・矢車お菊
  - 第492話「おんな隠密 矢車お菊」 - 第494話「海鳴りの里に泣く遊女」
  - 第505話「刺青湯女殺人事件」
  - 第506話「荒野に散った夫婦花」
- 新五捕物帳 第160話「心に描く母の似顔」（1981年、ユニオン映画 / NTV） - お咲
- 時代劇スペシャル（CX）
  - 隠密くずれ（1981年） - お染
  - おんな霧隠才蔵 戦国忍者風雲録（1982年） - お国
  - 松本清張のかげろう絵図（1983年） - お美代の方
  - 密偵（1983年）
- 火曜サスペンス劇場（NTV）
  - 誰かが殺意を （1982年）
  - 赤い鳩が死んだ （1984年）
  - 哀しき誘拐 （1985年）
  - 私が死んだ夜 （1985年）
  - 間違えられた女 （1986年）
  - 間違い電話 （1986年）
  - 六月の花嫁シリーズ 「花婿は殺人者」（1988年）
  - 女監察医・室生亜季子 第11作「歪んだ告白 四代女主人の老舗の柱に刻まれた男の名前」（1992年、東映）- 青木みち
  - 松本清張スペシャル・山峡の湯村 （1992年） - 梅田栄子（旅館の女将）
  - 取調室 第1作「冷徹の頭脳を持つ殺人容疑者に県警本部が挑んだ十八日間!」（1994年） - 小田垣久子
  - 検事 霧島三郎 第5作「空き巣が忍び込んだ部屋の窓からのぞき見た隣の家の人妻殺し」（1998年） - 紺野佐知子
- 遠山の金さん （1982年 - 1986年、東映 / ANB） - 早田志乃
- 眠狂四郎無頼控 第8話「悪魔儀式いけにえの女」（1983年、歌舞伎座テレビ / TX） - 奈美
- 新・女捜査官 第7話「刑事の初恋は夫殺しの美女!」（1983年、テレパック / ABC）
- くれなゐ （1984年、MBS） - 主演
- 大奥 第50話「動乱に挑む女」、第51話「華麗なる落日」（1984年、東映 / KTV） - 淡路
- サーティーン・ボーイ（1985年、TBS）
- 赤かぶ検事奮戦記IV 第4話「匂いに負けた誘拐」（1985年、松竹 / ABC） - 若杉時枝
- 巨獣特捜ジャスピオン 第18話「破壊しても立ち上がる赤目の戦闘機械人」（1985年、東映 / ANB） - アンナ
- 金曜女のドラマスペシャル / 京都嵯峨野殺人事件（1985年、CX） - 上田キク
- 江戸を斬るVII 第1話、第2話「桜吹雪が悪を裁く」（1987年、TBS / C.A.L） - お美代の方
- ザ・刑事 第18話「白い肌の誘惑、男を手玉にとった美人社長」（1990年、東宝 / ANB）
- 本格時代劇スペシャル / はやぶさ新八御用帳 大奥の恋人（1990年、NTV） - 滝川
- 男と女のミステリー / 京都結婚指輪殺人事件 （1990年、CX） - 中川邦江
- 大岡越前（TBS / C.A.L）
  - 第11部 第2話「吉宗暗殺の野望」（1990年4月30日） - 麗華（園江）
  - 第12部 第24話「相合い傘に潜む罠」（1992年3月30日） - 早苗
- 真夏の刑事 第16話「新人歌手スキャンダル殺人! 切り札を持つ女」（1992年、東宝 / ANB）
- ホテルドクター（1993年、ABC）
- はぐれ刑事純情派（東映 / ANB）
  - 第6シリーズ 第9話「コンビニ強盗・噂で強請られた女」（1993年） - 田中初江
  - 第7シリーズ 第8話「悲しい酒! 女艶歌歌手の野望」（1994年） - 山口葵
  - 第8シリーズ 第11話「愛犬が暴く痴漢!? 刑事の片思い」（1995年） - 花村万里
- 名奉行 遠山の金さん 第6シリーズ 第13話「覗かれた男装の女」（1994年、東映 / ANB） - 滝尾
- 吉宗評判記 暴れん坊将軍 第120話「竹姫様涙のお輿入れ」（1980年、東映 / ANB） - 竹姫
- 暴れん坊将軍VI 第14話「伊賀者一代 血の詫び状」（1995年、東映 / ANB） - さと
- 月曜ドラマスペシャル / ダンスパートナー連続殺人 社交ダンス界に渦まく欲望と嫉妬 （1996年、TBS）
- 事件・市民の判決（1996年、TX）
- 家政婦は見た!（1997年） - 矢島雅子
- 水曜劇場 / 恋愛結婚の法則 第8話「社内キス事件から急展開」（1999年、CX）
- 愛は終わらんバイ!（2001年、TNC）
- ダムド・ファイル（NBN） - 千代
  - シーズンII file No.0013 「テレビ局（第二章） 中区」（2003年） - 千代
  - シーズンIII「file No.0030 「テレビ局（第三章） 中区」（2004年）

### Vシネマ
- 復讐の走査線 殺意の熱い砂〈推理篇〉（1990年、東和）
- 復讐の走査線 殺意の熱い砂〈解決篇〉（1990年、東和）
- 江戸むらさき特急 （1995年、アミューズビデオ）
- かげろう 俊のヤクザな毎日 （1997年、ケイエスエス）
- 武闘派の道（2015年）

### 演劇
- そして誰もいなくなった （2003年、シアターアプル）
- 湯けむり仲居純情日記 （新橋演舞場）
- 恋しぐれ春団治 （南座）

### 情報
- 土曜スペシャル 中島ゆたか 霊験あらたかバス紀行 全紹介四国霊場八十八ケ所
- 日曜ビッグスペシャル 美人女優が訪ねる名作映画の温泉大特集

### 講演
- 生涯学習文化講演会

### 音楽

#### シングル
| #                | 発売日      | A/B面       | タイトル       | 作詞        | 作曲        | 編曲        | 規格品番    |
| CBS・ソニー      | CBS・ソニー | CBS・ソニー | CBS・ソニー    | CBS・ソニー | CBS・ソニー | CBS・ソニー | CBS・ソニー |
| ---------------- | ----------- | ----------- | -------------- | ----------- | ----------- | ----------- | ----------- |
| 1                | 1975年 4月  | A面         | 愛人           | 山口洋子    | 中村泰士    | 森岡賢一郎  | SOLB-234    |
| 1                | 1975年 4月  | B面         | 残り香         | 山口洋子    | 中村泰士    | 森岡賢一郎  | SOLB-234    |
| キングレコード   |             |             |                |             |             |             |             |
| 2                | 1977年 4月  | A面         | 夜なき節       | 高田ひろお  | 弦哲也      | 丸山雅仁    | GK-82       |
| 2                | 1977年 4月  | B面         | 縁切り雨       | 高田ひろお  | 弦哲也      | 丸山雅仁    | GK-82       |
| エルボンレコード |             |             |                |             |             |             |             |
| 3                | 1979年 4月  | A面         | 嘆きのヒロイン | 志摩美之    | 馬飼野康二  | 馬飼野俊一  | BON-1021    |
| 3                | 1979年 4月  | B面         | パッショネート | 志摩美之    | 馬飼野康二  | 馬飼野俊一  | BON-1021    |

### その他
- ラブラブショー
- クイズ!脳ベルSHOW

## 受賞
- 1973年 - 日本映画プロデューサー協会 新人賞
- 1974年 - エランドール賞 新人賞